# Tony Settember
Tony Settember (n. 10 iulie 1926 - d. 4 mai 2014) a fost un pilot de curse auto american care a evoluat în Campionatul Mondial de Formula 1 între anii 1962 și 1963.
1. ↑  Tony Settember, accesat în 9 octombrie 2017